# Mimoun Azaouagh
Mimoun Azaouagh (Beni Sidel, 1982. november 17. –) marokkói születésű, berber származású német labdarúgó-középpályás. Testvérei, Ahmed és Aziz szintén labdarúgók.

## Pályafutása
A Mainz csapatában kezdete pályafutását, az első csapatban először a Reutlingen ellen 3-1 re elveszített meccsen játszott, első gólját pedig a Lübeck ellen 3-1-re megnyert meccsen szerezte. 2004-ben a csapattal feljutott a Bundesligába, itt először a Bayer Leverkusen ellen lépett pályára, először pedig az Arminia Bielefeld elleni mérkőzésen volt eredményes. 2005-ben a Schalke 04 csapatához igazolt, itt az első idényében a bajnokságban 4 meccsen lépett pályára, először 2006. március 4-én a Hannover 96 ellen 2-1-re megnyert idegenbeli mérkőzésen. Az UEFA-kupában a Palermo ellen debütált, ahol a 3-0-ra megnyert meccsen egy gólt szerzett. A gelsenkircheni csapattól először a Mainzhoz, majd 2008 januárjában a Bochumhoz került kölcsönbe. 2008-ban végleg a Bochum csapatához szerződött, ahol az első két évben csapata alapemberének számított. 2012-ben a Kaiserslautern csapatához került, ahol rögtön első meccsén, az MSV Duisburg ellen betalált. A csapatnál összesen két évet töltött el, legutolsó meccsét az FSV Frankfurt ellen játszotta.

### A válogatottban
A német U21-es válogatottban 5 mérkőzésen lépett pályára. 2009-ben bejelentette, hogy a Marokkói válogatottban szeretne játszani.